# First Rays of the New Rising Sun
First Rays of the New Rising Sun utkom den 22 april 1997 och är ett postumt utgivet album av Jimi Hendrix. Det bygger på inspelningar gjorda främst under Hendrixs sista halvår i livet, mitten och andra halvan av 1970, många av dem i Hendrix egen studio Electric Lady i New York.
Efter den framgångsrika konserten på Woodstockfestivalen vidtog ett turbulent år för Hendrix. Han befann sig i juridiska tvister med både sin huvudmanager Michael Jeffery och med Ed Chalpin, som hade kontrakterat honom före genombrottet men aldrig egentligen varit hans manager. För att lösa tvisten fick Chalpin rätten till albumet Band of Gypsys, inspelat live nyåret 1969/1970 på Fillmore East i New York, men tvisterna fortsatte, och det fanns även andra rättsliga tvister, till exempel ett narkotikamål. Även musikaliskt befann sig Hendrix i en svängningsfas. Han ville utveckla sitt sound åt ett jazzigare håll, och kände tydligen att han ville lämna en del av sina psykedeliska standards bakom sig. Samtidigt lyckades han inte etablera en fast ny grupp, även om samarbetet med bland andra Mitch Mitchell (trummor) fortsatte. 
De inspelningar som kom till under 1970 innebar ett tydligt arbete på ett nytt album. Hendrix projekterade titel var just den som kom att användas 1997, First Rays of the New Rising Sun - även Strate Ahead finns dock som rubrik på en skissartad spårlista för albumet som Hendrix skrivit och som återfanns i hans anteckningar.. Denna lista ser ut som följer; det är okänt vad markeringarna efter titlarna betyder:
Songs for L.P.
→Strate Ahead→ x [sic]
1. Ezy Ryder x
2. Room full of Mirrors x-
3. Earth Blues - Today √
4. Valleys of Neptune -
5. Have you heard - √
6. Cherokee Mist - instr.
7. Freedom x √
8. Steppin Stone √
9. IZABella √
10. Astroman x -
11. (sida 2/3)
12. Drifters Escape
13. Angel
14. Burning Desire
15. Nightbird Flying
16. Electric Lady - Slow.
17. Getting My Heart Back Together Again
18. Lover Man
19. Midnight Lightning
20. Heaven Has No Tomorrow - slow
21. Sending My Love - slow to medium
22. This Little Boy
23. Locomotion
24. Dolly Dagger
25. The New Rising Sun (Hey Baby)

Några av dessa sånger låter sig inte identifieras, till exempel Electric Lady - Slow och Sending My Love. Andra finns i ett skissartat tillstånd på band från 1970 och ansågs för obearbetade för att utges på ett officiellt album av Hendrix släktingar, främst Janie Hendrix, samt producenterna Eddie Kramer och Mitch Mitchell; detta gäller till exempel Valleys Of Neptune. De spår som finns med på First Rays Of The New Rising Sun utgavs samtliga från början på de tre postuma studioalbum som Kramer och Mitchell färdigställde 1970–1972: The Cry of Love, Rainbow Bridge och War Heroes och för flertalet av dessa hade mixningen antingen färdigställts och godkänts av Hendrix eller var i huvuddragen klar före hans död i september 1970. För några av låtarna var det tydligt att vissa element av rytmspåren behövde spelas in på nytt, och så skedde under månaderna efter Hendrix död. Ett par av låtarna befann sig i ett mera skissartat utförande, men för de flesta hade man en färdig och godkänd mastertejp eller mer eller mindre slutlig mix att utgå från. Däremot kan det inte uteslutas att Hendrix hade velat lägga in till exempel längre solon i någon av låtarna. De mixar som används är identiska med dem som fanns på de tre LP-albumen efter Hendrix död 1971–1972, förutom att man nu strök trumslagen i introt till Ezy Ryder.
Musiken på albumet visar en stark strävan till dynamik och mångskiktad rytm, understött av Mitchells mångsidiga insatser vid trumsetet, men också en större säkerhet som sångare än tidigare. Hendrix gjorde många overdubs, han hade höga ambitioner med skivan och tycks ibland ha haft svårt att bestämma sig för en slutlig gestaltning av en låt. Samtidigt var det inte så ofta som arbetet kunde fortgå ostört på grund av turnerande och arbetet med att färdigställa studion (Hendrix började ta Electric Lady i bruk redan innan den officiella invigningsfesten i slutet av augusti 1970, men dagen efter denna lämnade en trött Hendrix New York för att spela på Isle of Wightfestivalen. Han återkom aldrig; den 18 september avled han i London.
Skivan ger en god uppfattning om det material som Hendrix arbetade med före sin död, men den kan inte ses som ett slutligt färdigställande av albumidén, och vi vet heller inte om Hendrix skulle valt just de här spåren (vissa spår, till exempel Dolly Dagger, Izabella och Angel är både i princip färdiga och relativt säkra för det tilltänkta albumet, andra är som sagt mera skissartade. Liknande problem finns inom den klassiska musiken när musikforskare har skapat "performance versions" av till exempel en symfoni som tonsättaren inte hunnit fullborda, som Gustav Mahlers tionde och Anton Bruckners nionde symfoni. Det är troligt att Hendrix hade kommit att förändra en del av låtarna kraftigt om han fått slutföra albumet, men mängden av material, och det faktum att det är Hendrix själv eller personer som arbetade nära honom som gjort mixarna ger en tydlig prägel av autenticitet åt skivan.
I april 1970 hade Stepping Stone släppts som singel med Izabella som b-sida av Reprise Records och under bandnamnet Band of Gypsys, men singeln drogs snart in för att inte sammanfalla med släppet av Band of Gypsys-albumet, som Hendrix ju inte ansåg sig ha anledning att hjälpa på traven. Denna version av Izabella är kortare och naknare än den som Hendrix fortsatte arbeta på under sommaren. 25 juni 1970 gjorde han en anteckning att låten var färdig och bara skulle ges en ny slutlig mix; denna färdigställdes av Eddie Kramer efter hans död.
Dolly Dagger hade utsetts att släppas som singel hösten 1970 och graverades på acetat av Kramer i september, men släppet fullföljdes inte i och med Hendrix frånfälle.

## Låtlista
Samtliga låtar skrivna av Jimi Hendrix.
1. "Freedom" - 3:27
2. "Izabella" - 2:50
3. "Night Bird Flying" - 3:50
4. "Angel" - 4:22
5. "Room Full of Mirrors" - 3:20
6. "Dolly Dagger" - 4:44
7. "Ezy Ryder" - 4:09
8. "Drifting" - 3:48
9. "Beginnings" - 4:13
10. "Stepping Stone" - 4:12
11. "My Friend" - 4:36
12. "Straight Ahead" - 4:42
13. "Hey Baby (New Rising Sun)" - 6:04
14. "Earth Blues" - 4:21
15. "Astro Man" - 3:34
16. "In From the Storm" - 3:41
17. "Belly Button Window" - 3:36

## Fotnoter
1. ↑  i Jimpress magazine, artikel av Steve Rodham